# U-457
| U-457                      | U-457                                                          | U-457                                                          |
| -------------------------- | -------------------------------------------------------------- | -------------------------------------------------------------- |
|                            |                                                                |                                                                |
|                            |                                                                |                                                                |
|                            |                                                                |                                                                |
| Під прапором               | Третій рейх                                                    | Третій рейх                                                    |
| Спуск на воду              | 4 жовтня 1941 року                                             | 4 жовтня 1941 року                                             |
| Виведений зі складу флоту  | 16 серпня 1942 року                                            | 16 серпня 1942 року                                            |
| Сучасний статус            | затоплений                                                     | затоплений                                                     |
| Проєкт                     |                                                                |                                                                |
| Тип ПЧ                     | Торпедний ДПЧ                                                  | Торпедний ДПЧ                                                  |
| Основні характеристики     |                                                                |                                                                |
| Швидкість (надводна)       | 17,7 вузлів                                                    | 17,7 вузлів                                                    |
| Швидкість (підводна)       | 7,6 вузлів                                                     | 7,6 вузлів                                                     |
| Робоча глибина занурення   | 100 м                                                          | 100 м                                                          |
| Гранична глибина занурення | 220 м                                                          | 220 м                                                          |
| Екіпаж                     | 44 осіб                                                        | 44 осіб                                                        |
| Розміри                    |                                                                |                                                                |
| Довжина найбільша (по КВЛ) | 67,1 м                                                         | 67,1 м                                                         |
| Ширина корпусу найб.       | 6,2 м                                                          | 6,2 м                                                          |
| Висота                     | 9,6 м                                                          | 9,6 м                                                          |
| Середня осадка (по КВЛ)    | 4,70 м                                                         | 4,70 м                                                         |
| Водотоннажність надводна   | 769 т                                                          | 769 т                                                          |
| Озброєння                  |                                                                |                                                                |
| Артилерія                  | одна палубна гармата калібру 88-мм, одна 20-мм зенітна гармата | одна палубна гармата калібру 88-мм, одна 20-мм зенітна гармата |
| Торпедно- мінне озброєння  | 4 носових і один кормовий ТА. 14 торпед або 26 мін             | 4 носових і один кормовий ТА. 14 торпед або 26 мін             |

U-457 — німецький підводний човен типу VIIC, часів  Другої світової війни.
Замовлення на будівництво човна було віддане 16 січня 1940 року. Човен був закладений на верфі суднобудівної компанії «Deutsche Werke AG» у місті Кіль 26 жовтня 1940 року під заводським номером 288, спущений на воду 4 жовтня 1941 року, 5 листопада 1941 року увійшов до складу 6-ї флотилії. Також за час служби входив до складу 11-ї флотилій. Єдиним командиром човна був корветтен-капітан Карл Бранденбург.
Човен зробив 3 бойові походи, в яких потопив 2 (загальна водотоннажність 15 539 брт) та пошкодив 1 (водотоннажність 8 939 брт) судно.
Потоплений 16 вересня 1942 року в Баренцовому морі західніше Нової Землі (75°05′ пн. ш. 43°15′ сх. д. / 75.083° пн. ш. 43.250° сх. д.) глибинними бомбами ескадреного міноносця ВМС Великої Британії «Імпульсив». Всі 45 членів екіпажу загинули.

## Потоплені та пошкоджені кораблі[3]
| Назва               | Тип                | Належність      | Дата            | Тоннаж (БРТ) | Вантаж                        | Статус     | Місце                                                       |
| Christopher Newport | вантажне судно     | США             | 5 липня 1942    | 7 191        | 8 200 т військових матеріалів | потоплено  | 75°49′ пн. ш. 22°25′ сх. д. / 75.817° пн. ш. 22.417° сх. д. |
| Aldersdale          | наливний транспорт | Велика Британія | 7 липня 1942    | 8 402        | Авіаційний спирт              | потоплено  | 75°00′ пн. ш. 45°00′ сх. д. / 75.000° пн. ш. 45.000° сх. д. |
| «Ателтемлер»        | танкер             | Велика Британія | 14 вересня 1942 | 8 939        | 9 400 т мазуту                | пошкоджено | 76°10′ пн. ш. 18°00′ сх. д. / 76.167° пн. ш. 18.000° сх. д. |